# Mittenothamnium cygnicollum
Mittenothamnium cygnicollum là một loài Rêu trong họ Hypnaceae. Loài này được (Dixon) Wijk & Margad. mô tả khoa học đầu tiên năm 1965.